# Richard Clippinger
Richard F. Clippinger (East Liberty, 10 de abril de 1913 – 4 de janeiro de 1998) foi um cientista da computação estadunidense.
Clippinger frequentou o Kenyon College em Gambier, Ohio, e estudou depois durante dois anos na Sorbonne. Obteve um doutorado em matemática em 1940 na Universidade Harvard, orientado por George David Birkhoff, com a tese On the semigroups generated by matrices. De 1944 a 1952 esteve no Ballistic Research Laboratory (BRL) no Aberdeen Proving Ground do Exército dos Estados Unidos. Lá desenvolveu aparelhos de teste (Closed Chamber Firing Range) e trabalhou com a solução numérica de equações diferenciais da balística em computadores. Neste âmbito alterou o ENIAC, que estava lá instalado, para um computador do tipo de von Neumann, com programa armazenável. A partir de 1952 esteve no laboratório de computação da Raytheon, que tornou-se em 1954 a Datamatic Corporation e em 1956 a seção EDP (Electronic Data Processing) da Honeywell.
Recebeu o Prêmio Pioneiro da Computação de 1996.